# Robert Barrett Browning
Robert Wiedemann Barrett Browning, anche noto con il soprannome Pen Browning (Firenze, 9 marzo 1849 – Asolo, 8 luglio 1912), è stato un pittore e scultore britannico.
La sua carriera ebbe un successo discreto, ma è più noto per essere il figlio e l'erede dei celebri poeti inglesi Robert Browning ed Elizabeth Barrett Browning, creando una collezione dei loro manoscritti e cimeli. Inoltre acquistò e restaurò il Ca' Rezzonico, un palazzo barocco a Venezia.

## Storia

### Infanzia ed educazione

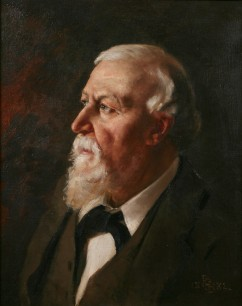
Un ritratto del padre del 1882.

Browning era il figlio unico dei poeti Robert Browning ed Elizabeth Barrett Browning. I Browning vivevano in Italia da tre anni quando il loro figlio nacque alla Casa Guidi di Firenze. Sua madre, che non aveva portato a termine tre gravidanza in precedenza, lo descrisse come un bimbo "così cicciottello e reseo e forte" che lei era quasi scettica che fosse davvero suo figlio. Il soprannome Pen deriva dai suoi tentativi da infante di pronunciare il secondo nome Wiedemann (dal nome da nubile della nonna materna). Essendo un caro figlio unico, era, per così dire, iper-protetto. Dopo aver visitato i Browning, il romanziere Nathaniel Hawthorne descrisse Pen con queste parole:
Fino all'età di dieci anni Pen indossava degli abiti androgini e portava i capelli lunghi. Browning venne educato da suo padre e da dei tutori privati alla casa dei Browning a Firenze, e, dopo che sua madre morì nel 1861, a Londra. Robert era preoccupato affinché suo figlio frequentasse un'università, e cercò l'aiuto di Benjamin Jowett, maestro del Balliol College, l'accademico principale dell'università di Oxford dell'epoca. Con l'aiuto di Jowett, il greco e il latino di Pen furono portati al livello richiesto, ma Jowett dovette dire al poeta che la padronanza dell'inglese del figlio lasciava molto a desiderare. Dato che Baillol era troppo esigente per Pen, si recò a Christ Church, dove gli piacque di più il lato sportivo della vita nel college: si dilettava nel nuoto, canottaggio, scherma, equitazione e pugilato. Tuttavia, non iniziò gli studi accademici e se ne andò senza laurearsi. Incoraggiato dal pittore John Everett Millais, un amico del padre, Browning studiò pittura e scultura ad Anversa e Parigi. Tra i suoi insegnanti c'era Auguste Rodin e tra i suoi compagni John Singer Sargent.

### Età adulta

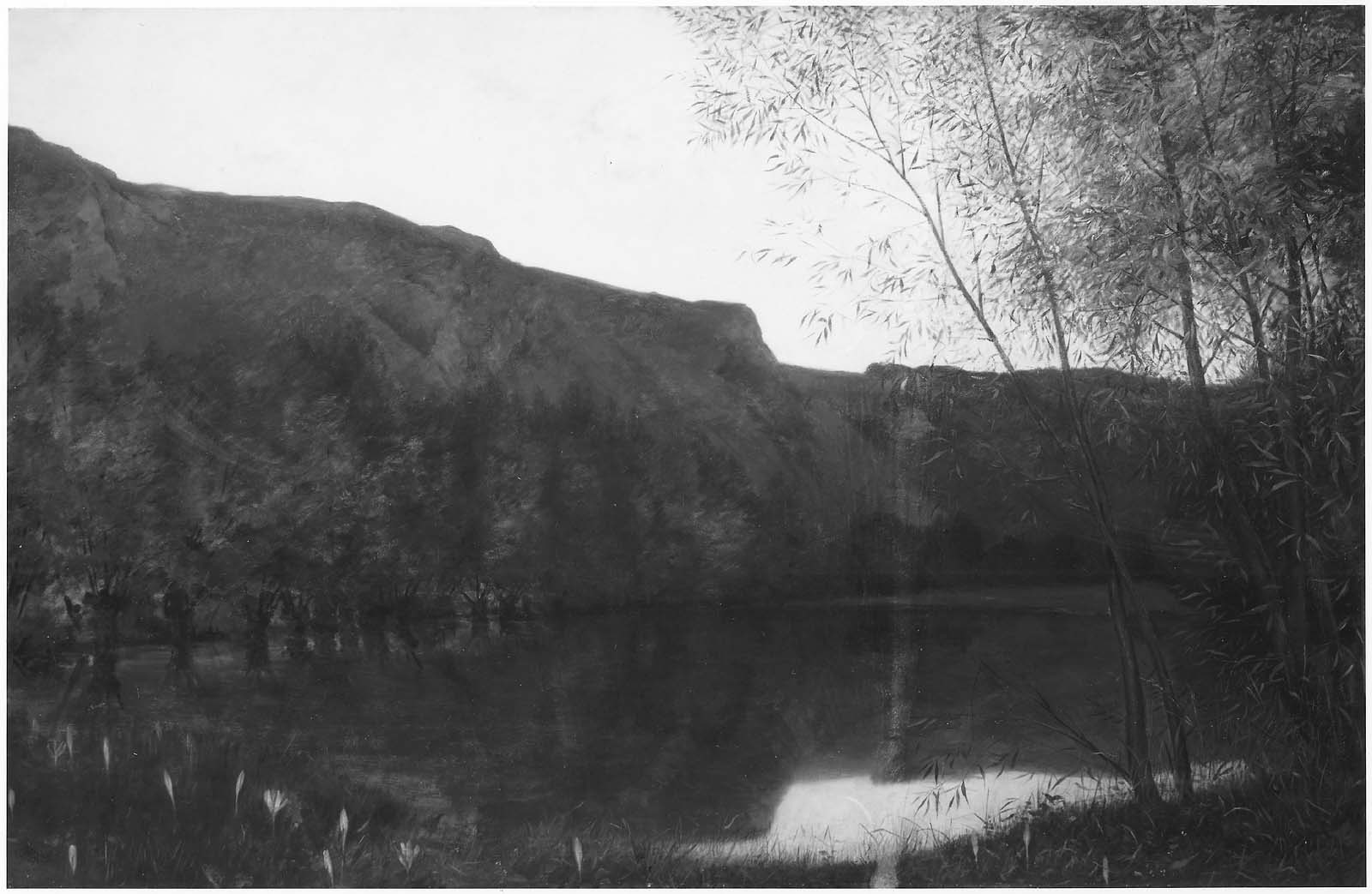
Solitudine, 1879

Come pittore, Browning era abile, ma il suo debole nel dipingere dei nudi femminili voluttuosi non incoraggiava le vendite nell'Inghilterra vittoriana. Ciononostante, ebbe un successo accettabile, in parte grazie agli sforzi ripetuti del padre per promuovere le sue opere. Egli espose all'accademia reale (come la tela Solitudine del 1879), alla galleria Grosvenor, al Salone di Parigi e al Salone di Bruxelles. The Times scrisse che le sue opere "mostravano un'abilità e una forza notevoli" e che i busti raffiguranti il padre erano ancora ben ricordati.
Nell'ottobre del 1887, Browning sposò un'ereditiera statunitense, Fannie Coddington. La coppia acquistò e restaurò il Ca' Rezzonico, uno dei grandi palazzi nel Canal Grande di Venezia. Senza la necessità di guadagnare un reddito dalla pittura, Browning continuò a dipingere per piacere per il resto della sua vita finché il peggiorarsi della vista non ebbe la meglio. Nell'ottobre del 1889, Robert Browning fece visita a suo figlio e alla sua nuora al Ca' Rezzonico. Egli scrisse che "il palazzo suscita la meraviglia di chiunque, tanto è l'astuzia di Pen... C'era una cappella sconsacrata, che egli ha restaurato in onore di sua madre". Durante il suo soggiorno, Robert si ammalò e morì lì nel dicembre del 1889. Browning e Fannie si presero cura delle persone a suo carico, inclusa sua sorella Sarianna e i vecchi servitori, che vennero a vivere con loro a Venezia.
Browning e Fannie, che non ebbero figli, si allontanarono gradualmente anche se non divorziarono. C'erano tra l'altro delle voci su una relazione tra Browning e una bella italiana bionda di nome Ginevra, la governante di Ca' Rezzonico, che posò anche per dei suoi dipinti. Alla fine Fannie lo lasciò. I due in seguito tentarono di far rivivere il loro matrimonio, ma durò poco. Browning vendette il Ca' Rezzonico nel 1906 e da allora visse tra le sue due case in Italia: la torre all'Antella vicino a Firenze, e Asolo, una località strettamente legata a suo padre, che vi aveva ambientato la poesia Pippa Passes, e ove scrisse inoltre il suo ultimo libro, Asolando. Browning invecchiò felicemente, nonostante del peggioramento della vista. Nel maggio del 1912, una strada di Asolo venne chiamata Via Roberto Browning in onore del centenario della nascita del padre, e Browning, che non stava bene, si alzò dal letto per partecipare alla celebrazione. Fu la sua ultima apparizione in pubblico.
L'8 luglio 1912 morì per un infarto all'età di 63 anni. Ricevette un funerale splendido e venne sepolto ad Asolo, ma dieci anni dopo Fannie fece trasferire i suoi resti a Firenze. Browning morì senza un testamento e la collezione di manoscritti e cimeli dei suoi genitori che aveva costruito con cura per tanti anni venne messa all'asta e dispersa. Poco dopo, il dottor A.J.Armstrong, un professore di inglese all'università di Baylor negli Stati Uniti, ottenne una lista degli oggetti venduti e degli acquirenti e tentò di acquistare la collezione anche tramite donazioni. L'operato di Armstrong fu la base per la collezione Browning di Baylor, che oggi si trova alla biblioteca Armstrong Browning nella cittadella universitaria di Baylor (Waco, Texas).